# القيم الآسيوية
القيم الآسيوية هو مصطلح كان يستخدم في التسعينات لتبرير ما تقوم به الأنظمة السلطوية في آسيا، أو هو مصطلح يدفعون به في مقابل هؤلاء الذين يدافعون عن أهمية حقوق الإنسان " والتي صٌنفت بعد ذلك على أنها " قيم غربية " بدون مرجعية تاريخية لآسيا. إن تأييد مفهوم القيم الآسيوية يستند على فكرة أن الدول الآسيوية لديها مجموعة فريدة من المؤسسات والأيدلوجيات السياسية التي تعكس ثقافة وتواريخ الإقليم، ولذلك يجب أن يكون لها الأولوية والدعم في مقابل القيم المناقضة القادمة من أقاليم أخرى.
كان كل من رئيس وزراء سنغافورة لي كوان يو، ورئيس وزراء ماليزيا مهاتير محمد بالأخص من أشد المؤيدين لهذه الفكرة.
أصل الجدال، أنه يوجد اختلافات عديدة بين الشرق والغرب، من حيث الأفكار والفلاسفة والأديان ولكلٍ منهم موقعه الجغرافي. على سبيل المثال، فان المدافعين عن مفهوم القيم الآسيوية يدعون أن الجماعية – وهي فكرة أن الإنسان جزء مكمل للكون، وأن الناس متصلين بعضهم ببعض بشكل أساسي - هذه الفكرة متواجدة بقوة أكبر في المجتمع الآسيوي. وعلى الجانب الآخر فإن الفردانية – فكرة أن الإنسان مستقل عن العالم والمجتمع – متواجدة بقوة أكبر في المجتمع الغربي.
تتضمن المدارس الرئيسية المعنية بتأييد مفهوم القيم الآسيوية البوذية والكونفشيوسية والهندوسية واليوجا التكاملية والإسلام والطاوية، بالإضافة لفلاسفة آخرين وحركات وديانات أخرى.
أما هؤلاء الذين هم ضد فكرة «القيم الآسيوية» يقولون بأنه لا يوجد مجموعة واحدة «للقيم الآسيوية»، ولكن يوجد تنوعات هائلة لثقافات وقيم مختلفة حول القارة الآسيوية، بعضها يتناقض مع بعضها الآخر.
فالمصطلح يمثل تحدٍ للمباديء الغربية للحقوق العالمية للإنسان والتي تم تبنيها مع بدايات التنوير ومستمرة حتى يومنا هذا.
إن الجدال حول القيم الآسيوية – والتي كانت سابقًا موضوعًا ساخنًا – تراجع بالتدريج خلال الأزمة المالية الآسيوية (1997) ، والتي أصبحت دليل على أن آسيا بكاملها ينقصها آلية إقليمية مؤسسيّة – فضلا عن أي عمل جماعي- لتتعامل مع المشاكل الوشيكة، والتي جعلها غير قادرة على أن تتفاعل بشكل جماعي خلال الأزمة.
حينما كان الاقتصاد مزدهرً1، خاصةً في آسيا الشرقية، تمنى الداعون «للقيم الآسيوية» أن تخلق هويّة آسيوية مقابلة للهويّة الغربية. وكان تسلّم هونغ كونغ وماكو ربما رمزت إلى نهاية بقايا الاستعمار في آسيا.

## التعريف
حيث أنه يوجد العديد من المقترحين للمفهوم والمختلفين حوله، فإنه لا يوجد تعريف واحد يحدد معناه ويؤسس له. ولكن نموذجيا، فإن القيم الآسيوية تشمل بعض الآثار من الكونفشيوسية وبالأخص «الإصلاح البنوي» أو الولاء للعائلة، والتعاون، والأمة، والتخلي عن الحرية الشخصية من أجل استقرار المجتمع وازدهاره والبحث عن الامتياز الاكاديمي والتكنولوجي، والعمل الجاد، مع الالتزام أخلاقيا والتميز في العمل. يدعي مؤيدو القيم الآسيوية – والذين يرغبون في دعم الحكومات السلطوية الآسيوية – أنّ هذه القيم الآسيوية أكثر مناسبة للمنطقة عن الديمقراطية الغربية، مع التأكيد على الحرية الفردية.
القيم الآسيوية تم دعمها وتأكيدها في إعلان بانكوك عام 1993 ، والتي أعادت التأكيد على مبادئ السيادة، حق تقرير المصير، عدم تداخل الحقوق المدنية مع الحقوق السياسية.
قائمة مختصرة لما تتضمنه هذه «القيم الآسيوية»
1. الميل نحو حكم الحزب الواحد عن التنوع السياسي
2. أفضلية الوئام الاجتماعي (انظر الايخاء)، والإجماع في الرأي، في مقابل المواجهة والانشقاق.
3. الاهتمام بالنواحي الاقتصادية الاجتماعية عن الحريات المدنية وحقوق الإنسان.
4. أولوية الرخاء والجماعية لأفراد المجتمع عن الحقوق الفردية.
5. الولاء والاحترام تجاه السلطة، من الآباء والمعلمين وحتى الحكومات.
6. الجماعية والتوجه نحو المجتمع عن الفردية والتحرر.
7. الحكومات السلطوية (والتي لها مسئوليات محددة وأيضا مميزات) في مقابل الديمقراطية الليبرالية.

## الأهمية السياسية
إن مفهوم «القيم الآسيوية» له قبول عند شعوب جمهوريات كل من الصين، وماليزيا، وسنغافورة، واندونيسيا، وأيضا بعض الدوائر السياسية في اليابان.
ففي كل من ماليزيا وسنغافورة اعتنق مفهوم «القيم الآسيوية» بشكل جزئي، حيث أنه يتصالح به الإسلام –دين المالويين – مع الكنفوشية – دين الأصول الصينية – وكذلك الهندوسية. والذي تسبب في خلق شعور عام بالقيم المشتركة بين العرقيات ومجموعات الأديان المختلفة في هذه البلاد، وأيضا تشكيل أيدلوجية خاصة بهم تختلف عن فهم الغرب.
في اليابان، أيدت بعض الدوائر الوطنية القيم لأنها تحدت الغرب، ووفرت إمكانية أن يكون لليابان دور القيادة في آسيا. فمنذ التسعينات إلى الثمانينات، فان مناطق شرق وجنوب آسيا كانت هي فقط المناطق النامية حيث نمت بشكل موسع وخاصة الثروة الاقتصادية. يُرجع داعمو القيم الآسيوية هذا الفضل إلى نجاح النموذج الآسيوي السياسي «الطريق الثالث» والذي عُدّ كبديل لكلٍ من الشمولية والديمقراطية الغربية.
كان كل من مهاتير محمد ولي كوان يو، في هذا الوقت رؤساء وزراء كل من ماليزيا وسنغافوة على الترتيب، من أشد المؤيدين للقيم الآسيوية. وأصر لي كون على أنه لسيت فقط السياسة والاقتصاد، بل ثقافة الأمة هي من تحدد مصيره. وقد كتب فريد زكريا بشكل موسع عن القيم الآسيوية، حيث يرى أن التنوع الثقافي لآسيا كبير جدا، لا يمكن أن تحتويه مجموعة واحدة من القيم المشتركة عبر المنطقة. فالاقتراح الذي ينص على أن
مجموعة من القيم الآسيوية تعمل عبر آسيا أو حتى شرقها يتعارض مع ما نعرفه عن الحضور القوي بين الناس لمواقف الأديان (الإسلام والهندوسية والكونفشيوسية والبوذية والمسيحية) والانقسامات الأخري في المنطقة، وكذلك التحولات العظمى الاجتماعية والثقافية الجارية حاليا خاصة في العقد الأخير.

## ماذا حدث لمفهوم القيم الآسيوية؟
بدأ مفهوم «القيم الآسيوية» يفقد رصيده بعد بعد الأزمة الاقتصادية الآسيوية التي أضعفت اقتصاديات العديد من الدول الآسيوية والتي أدت إلى سقوط سوهارتو في إندونسيا، فالبعض يعتبر أن هذه القيم قد ساهمت في هذه الأزمة، ولكن سرعان ما استبعد هذا اللوم عندما انتشرت الأزمة عبر العالم.
فالقيم الآسيوية (كمعارضة للقيم الغربية أو العالمية) تساعد في تكوين أيدولوجيا صلبة في آسيا وبالأخص في الصين تهدف لمواجهة الامم التي تهدف بشكل واضح إلى فرض الايدلوجيا الغربية في الشرق. فبشكلٍ أو بآخر، استخدام هذا المصطلح قادر في نفسه على خلق حوار هام بين الحضارات حول الافكار الإنسانية في جميع المجالات. فرنسيس فوكوياما مؤلف «نهاية التاريخ» و «الرجل الاخير» وأحد أكبر الداعمين للديمقراطية الليبرالية الغربية، يقدم واحد من أكبر الأمثلة للايدلوجيا التي تعارض «القيم الآسيوية».
يذكر فوكوياما في كتابه أن الديمقراطية " غزت أيدلو جيات منافسة مثل الملكية الوراثية، والفاشية، وحديثا جدا الشيوعية، والتي بها أنهت الحرب البادة، وربما تؤدى هذه الفكرة عن الديمقراطية الليبرالية إلى " النقطة النهائية لتطور الأيدولوجيا الإنسانية، والصورة النهائية للحكومات الإنسانية " والتي تشكل نهاية التاريخ.
في عام 2006، قام نائب الرئيس الاندونيسي يوسف كالا، بربط مفهوم «القيم الآسيوية» ومقترح «الاتفاقية الشرق آسيوية للتجارة الحرة» و«مجتمع شرق آسيا» من خلال قمة شرق آسيا. فقد دافع بشكل جزئي عن القيم الآسيوية والتأكيد على التعاون عن المنافسة. حتى مؤخرا، بذلت العديد من الجهود لدعم مؤسسات اقليمية بشرق آسيا مثل «منظمة التجارة الحرة بشرق آسيا» EAFTA
دول الآسيان الثلاثة - ودول الآسيان العشرة بالإضافة إلى جمهورية الصين الشعبية واليابان وكوريا أو المشاركة الاقتصادية الشاملة في شرق آسيا CEPEA بين الست دول الآسيوية بالإضافة إلى أستراليا والهند ونيوزلاندا.
فهذه المبادرات تُرى على أنها خطوة أولى لخلق مجتمع اقتصادي موسع في الإقليم.
طبقا لدراسة بنك التنمية الآسيوي لمؤسسة التكامل الآسيوي: للتوجه نحو مجتمع آسيوي اقتصادي (2010)، فانه يجب أن يُدعّم بشبكات مكثفة من اربعين معهدا اقليميا ودون اقليميا متداخلين بين لتعزيز التعاون الإقليمي والتكامل فيما بين الحكومات. فادراك مجتمع واحد آسيوي سوف يقوي فكرة القيم الاسيوية.

## النقد
جادل الناقد الاجتماعي السياسي الكوري لونج يانج تاي ان القيم الآسيوية هي مجرد التواء بالكلام لقمع القيم العالمية كحرية التعبير وحقوق الإنسان.
عبرت شخصيات سياسية عامة آسيوية عن نقدها لفكرة القيم الآسيوية، ومن بينهم الرئيس السابق لجمهورية الصين (تايوان) لي تينج هوى، والرئيس السابق لجهورية كوريا الجنوبية كيم داي يانج.
عبر الرئى س السابق كيم داي يانج عن رأي مغاير لما طرحه لي كوان يو في مقاله له في مجلة الشؤون الخارجية تحت عنوان: هل الثقافة مصير؟ أسطورة القيم الآسيوية الغير ديموقراطية - في هذه المقالة قام بانتقاد السياسيين الداعيين لمصطلح «القيم الآسيوية» موضحاً أن القيم الآسيوية ما هي الا ذريعة لتبرير الاستبداد والطغيان، ودعا الي عالمية الديموقراطية اليبرالية.
على الرغم من أن مثل هذا التعليق من الرئيس كيم قد يكون مشتقا من تطلعاته نحو الديموقراطية الليبرالية وقد يكون أيضا مشتق من غرض سياسي في محاولة لفوز جانب الولايات المتحدة الأمريكية بالتماشي مع سياستها المتمثلة في نشر الديمقراطية.
وأيضا أشار مارتيا صن في مقالته «الديمقراطية كقيمة غربية» بأنه لا يمكن أن يوجد نظام عالمي للقيم الآسيوية، لأن التنوع الهائل في آسيا يصعب أن ينتج مجموعة واحدة من القيم المشتركة عبر القارة.